# Polo sud lunare

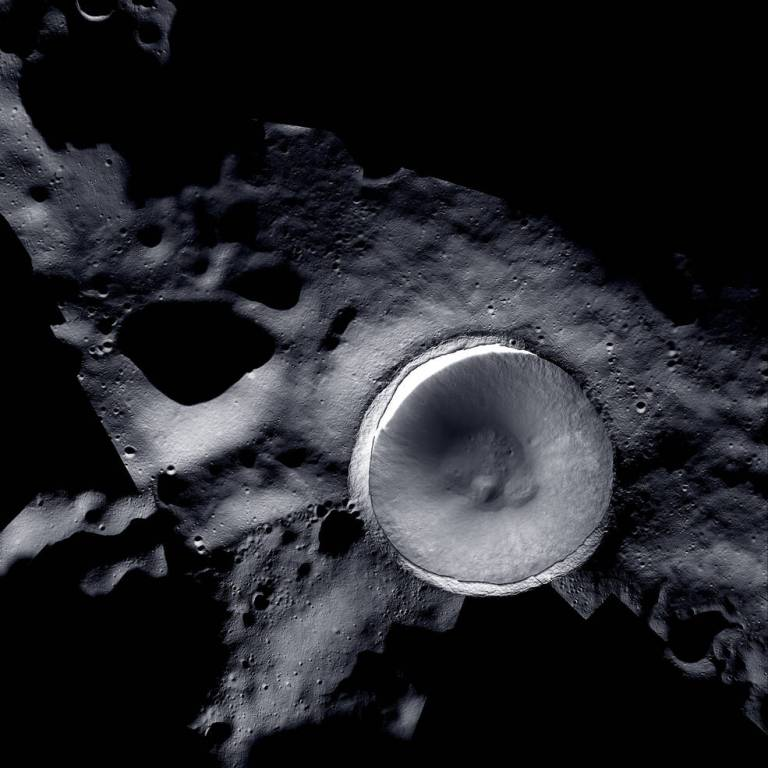
Il polo sud lunare al centro di questa immagine, situato sul bordo del cratere Shackleton.

Il polo sud lunare è il punto più meridionale della Luna. Esso è di grande interesse per la comunità scientifica per la presenza di ghiaccio d'acqua nelle aree permanentemente in ombra attorno ad esso. La regione del polo sud presenta crateri unici in quanto la luce solare quasi costantemente non raggiunge il loro fondo. Tali crateri sono "trappole fredde" che contengono reperti fossili di idrogeno, acqua ghiacciata e altri volatili risalenti al sistema solare primordiale. Al contrario, la regione del polo nord lunare mostra una quantità molto inferiore di crateri in ombra perenne.

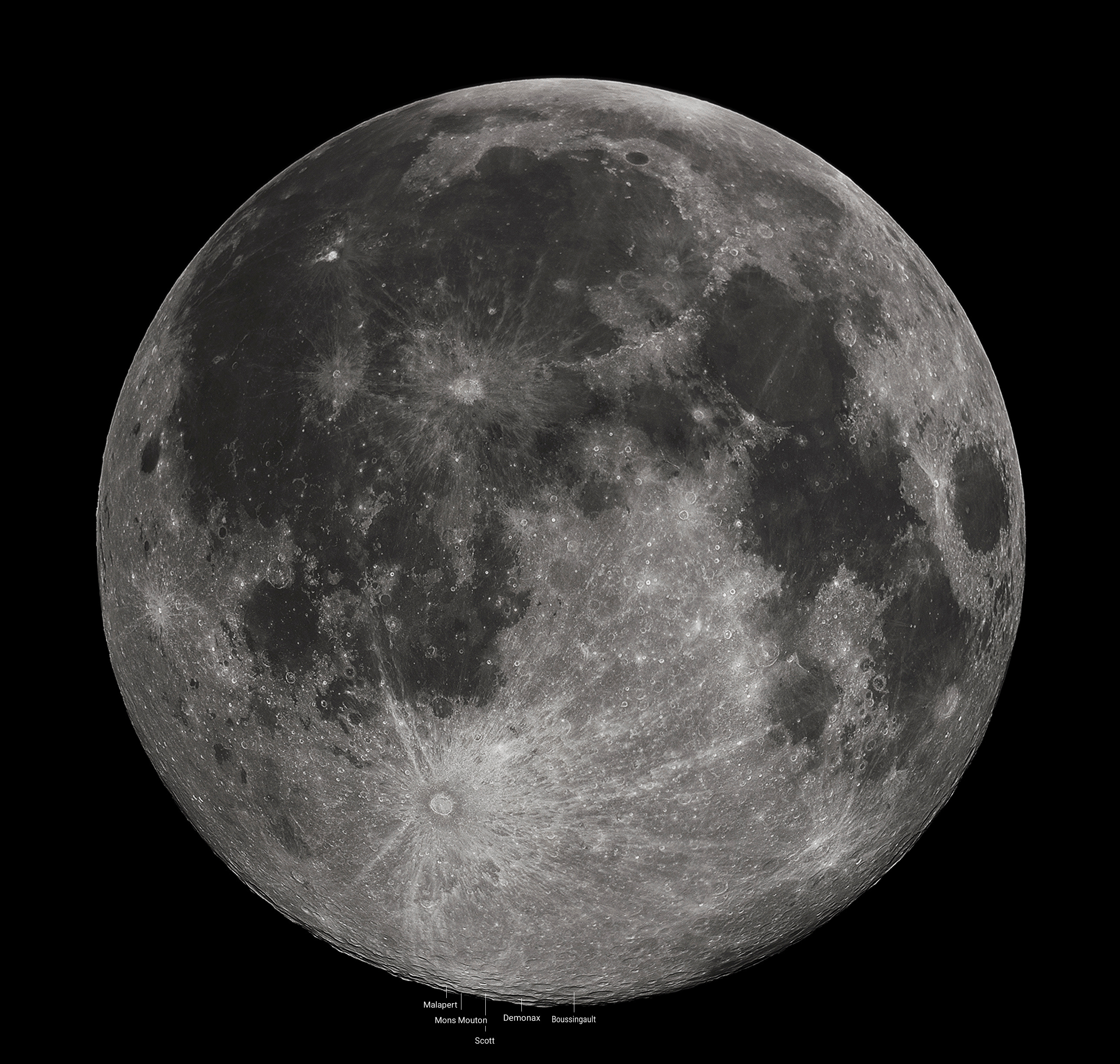
Luna piena con evidenziate le caratteristiche della regione polare meridionale

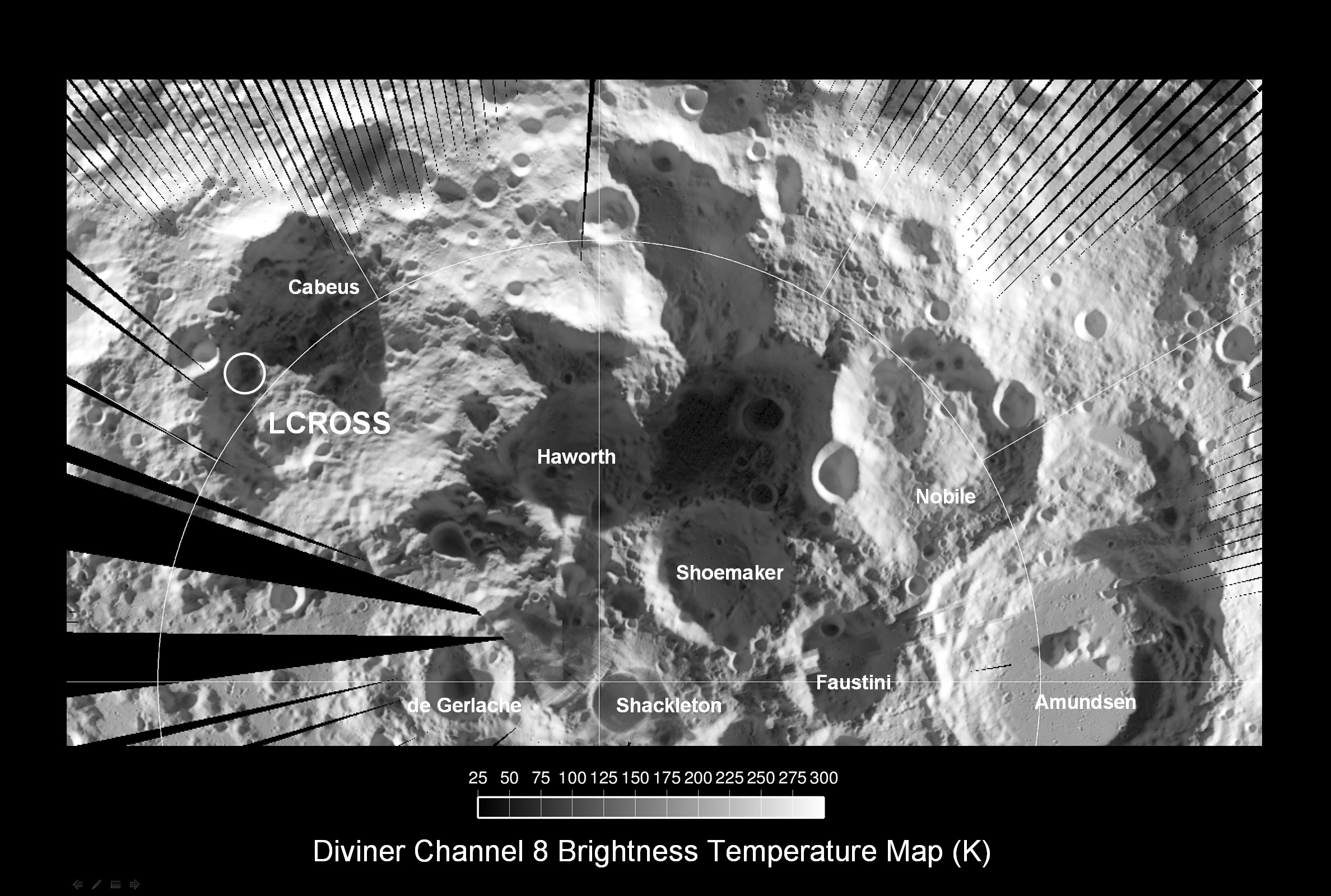
La regione polare meridionale lunare, larga diverse centinaia di chilometri, viene irradiata durante l'estate. Il polo sud si trova sul bordo del cratere Shackleton, la regione è ombreggiata dall'altopiano ben illuminato di Leibnitz, fiancheggiato a destra dal cratere Nobile e a sinistra dal cratere Malapert, parzialmente in ombra, e dalla sua vetta Malapert illuminata sul bordo del cratere Haworth.

## Geografia
Il polo sud si trova al centro del circolo polare australe della Luna (da 80°S a 90°S; l'asse di rotazione è di 88,5 gradi rispetto al piano dell'ellittica) e si è spostato di 5 gradi rispetto alla sua posizione originale miliardi di anni fa. Questo spostamento ha cambiato l'asse di rotazione, consentendo alla luce solare di raggiungere aree precedentemente ombreggiate, ma il polo sud presenta ancora alcune aree completamente in ombra. Al contrario, contiene anche aree permanentemente esposte alla luce solare. La regione presenta numerosi crateri e bacini come il bacino Polo Sud-Aitken, che sembra essere una delle caratteristiche più fondamentali della Luna, e montagne, come il picco Epsilon a 9.050 km, più alto della più elevata cima terrestre. La temperatura media del polo sud è di circa 260 K (-13 °C).

## Scoperte

### Illuminazione
Il polo sud presenta una regione con i bordi dei crateri esposti a un'illuminazione solare quasi costante, ma l'interno di essi è permanentemente in ombra. L'illuminazione dell'area è stata studiata utilizzando modelli digitali ad alta risoluzione prodotti dai dati del Lunar Reconnaissance Orbiter. La superficie lunare può anche riflettere il vento solare come atomi energetici neutri. In media, il 16% di questi atomi erano protoni che variano in base alla posizione. Questi atomi hanno creato un flusso integrale di atomi di idrogeno retrodiffusi a causa della quantità di plasma riflesso che esiste sulla superficie lunare. Rivelano anche la linea di confine e la dinamica magnetica all'interno delle regioni di questi atomi neutri sulla superficie.

### Trappole fredde
I crateri il cui fondo è perennemente in ombra sono siti importanti nella regione del polo sud per la possibile presenza di ghiaccio d’acqua e altri depositi volatili. Questi luoghi possono contenere acqua e ghiaccio originariamente provenienti da comete, meteoriti e riduzione del ferro indotta dal vento solare. Da esperimenti effettuati e letture di campioni, gli scienziati sono stati in grado di confermare che questi siti contengono ghiaccio. In queste trappole fredde è stato trovato anche il gruppo idrossile. La scoperta di questi due composti ha portato al finanziamento di missioni incentrate principalmente sui poli lunari utilizzando il rilevamento a infrarossi su scala globale. Il ghiaccio rimane in queste trappole a causa del comportamento termico della Luna che è controllato da proprietà termofisiche come la luce solare diffusa, la ri-radiazione termica, il calore interno e la luce emessa dalla Terra.

### Superficie magnetica
Oltre al ghiaccio scoperto, ci sono anche zone della Luna in cui la crosta è magnetizzata. Questa è conosciuta come un'anomalia magnetica esistente sulla superficie della Luna a causa dei resti di ferro lasciati dall'oggetto che formò il bacino Aitken. Le osservazioni della superficie lunare sono state effettuate utilizzando mappe per individuare la concentrazione di ferro incorporato in superficie, tuttavia la concentrazione di ferro che si ipotizzava fosse presente nel bacino non era presente in tutte le immagini, ma altre ipotesi ritenute accettabili consentivano di rilevare questa quantità di ferro. Per quanto riguarda il bacino Aitken, il ferro che causa le fluttuazioni magnetiche potrebbe ancora esistere, ma non è stato rilevato perché potrebbe trovarsi troppo in profondità nella crosta lunare perché le immagini possano mostrarlo, oppure essere causato da un'altra anomalia che non coinvolge proprietà metalliche. Inoltre, i risultati furono scartati a causa di incongruenze tra le mappe utilizzate e non furono in grado di rilevare l'entità delle fluttuazioni magnetiche che si verificarono sulla superficie della Luna.

## Esplorazione

### Missioni

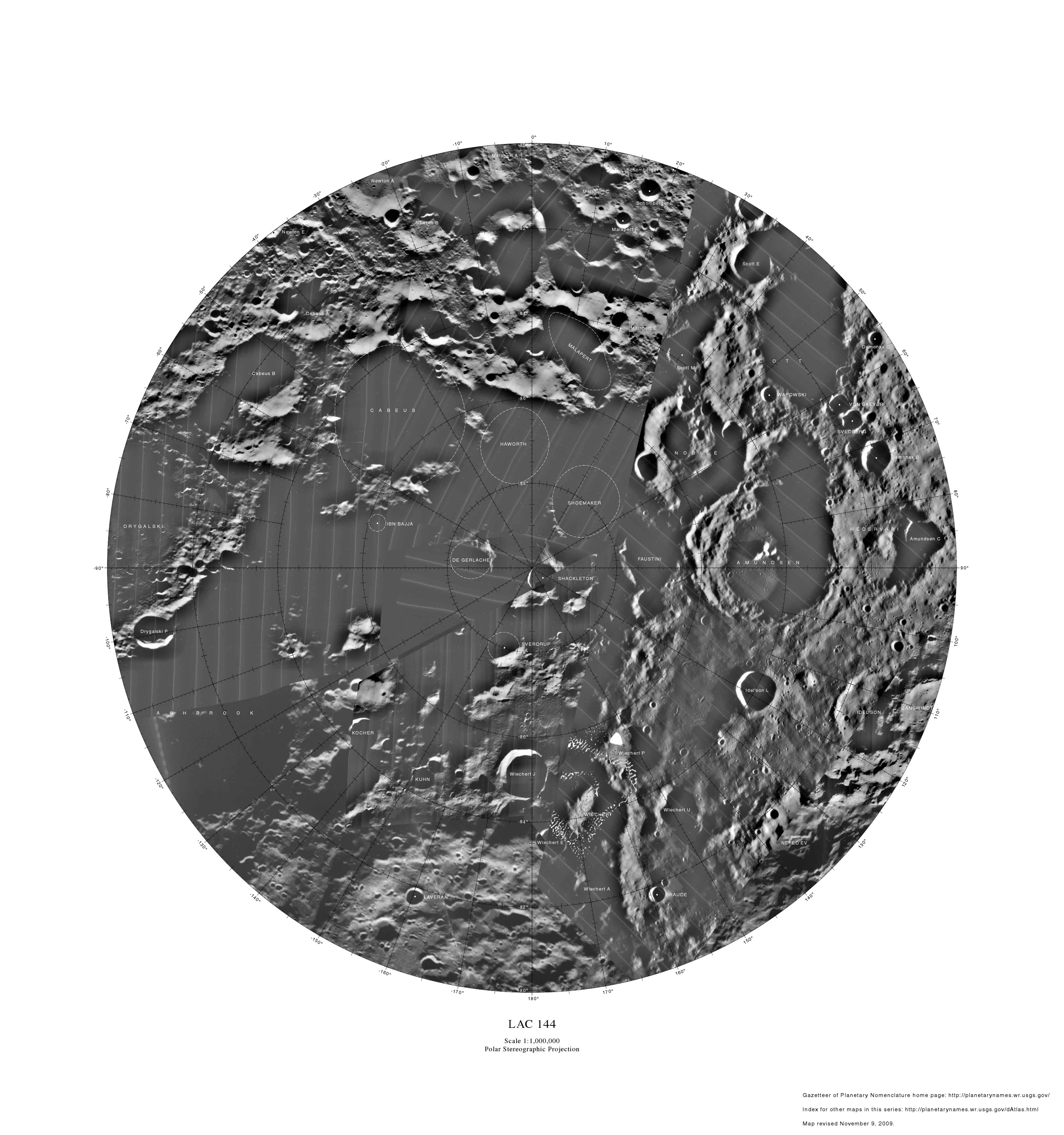
Mappa della regione polare meridionale lunare (>80°S)

Orbiter di diversi paesi hanno esplorato la regione attorno al polo sud lunare. Studi approfonditi furono condotti dai Lunar Orbiter, Clementine, Lunar Prospector, Lunar Reconnaissance Orbiter, Kaguya e Chandrayaan-1, che scoprirono la presenza di acqua sulla Luna. La missione LCROSS della NASA ha trovato una quantità significativa di acqua nel cratere Cabeo. La missione LCROSS della NASA si è schiantata deliberatamente sul pavimento del Cabeo e dai campioni ha scoperto che conteneva quasi il 5% di acqua.
Il Lunar Reconnaissance Orbiter (LRO) è stato lanciato il 18 giugno 2009 e al 2024 sta ancora mappando la regione del polo sud lunare. Questa missione aiuterà gli scienziati a scoprire se la regione del polo sud lunare dispone di risorse sostenibili sufficienti per sostenere una stazione permanente con equipaggio. L'LRO trasporta l'esperimento Diviner Lunar Radiometer, che indaga la radiazione e le proprietà termofisiche della superficie del polo sud. Può rilevare la radiazione solare riflessa e le emissioni infrarosse interne. L'LRO Diviner è in grado di rilevare dove potrebbe essere intrappolato il ghiaccio d'acqua sulla superficie.
La Moon Impact Probe (MIP) sviluppata dall'Indian Space Research Organisation (ISRO) era una sonda lunare rilasciata dall'orbiter di telerilevamento Chandrayaan-1, che a sua volta fu lanciato il 22 ottobre 2008. La sonda si separò dall'orbiter il 14 novembre 2008 e dopo quasi 25 minuti si schiantò come previsto vicino al bordo del cratere cratere Shackleton. Con questa missione l'India è diventato il primo Paese a impattare sul Polo Sud lunare.
La Russia ha lanciato il lander lunare Luna 25 il 10 agosto 2023. Dopo aver trascorso cinque giorni in viaggio verso la Luna, ha orbitato attorno al satellite naturale per altri cinque o sette giorni. La sonda si sarebbe posizionata nella regione polare meridionale della Luna, vicino al cratere cratere Boguslawsky tuttavia durante la manovra di inserimento in un'orbita di pre-atterraggio, il lander lunare ha perso improvvisamente la comunicazione e si è infine schiantato sulla superficie. Luna 25 trasportava 30 kg di strumenti scientifici, tra cui un braccio robotico per campioni di terreno e strumenti per la loro analisi.
Il 23 agosto 2023 alle 12:34 UTC, la sonda indiana Chandrayaan-3 è diventata la prima missione lunare a effettuare un allunaggio morbido a 600 km dal polo sud lunare. La missione consisteva in un lander e un rover per effettuare esperimenti scientifici.

### Ruolo nelle future esplorazioni e osservazioni
La regione del polo sud lunare è considerata un luogo interessante per future missioni di esplorazione e adatta per un avamposto lunare poiché potrebbe contenere ghiaccio e altri minerali, che sarebbero risorse vitali per i futuri esploratori. Le cime delle montagne vicino al polo sono illuminate per lunghi periodi di tempo e potrebbero essere utilizzate per fornire energia solare ad un avamposto. Con un avamposto sulla Luna gli scienziati potranno analizzare acqua e altri campioni volatili risalenti alla formazione del Sistema Solare.
Gli scienziati hanno utilizzato LOLA (Lunar Orbiter Laser Altimeter), un dispositivo utilizzato dalla NASA per fornire un modello topografico accurato della Luna. Con questi dati, sono state trovate posizioni vicino al polo sud presso Connecting Ridge, che collega il Cratere Shackleton al cratere de Gerlache, dove la luce solare è presente per il 92,27–95,65% del tempo in base all'altitudine compresa tra 2 m e 10 metri sopra il suolo. Negli stessi punti si è scoperto che i periodi di oscurità continua più lunghi duravano solo da 3 a 5 giorni.
Il polo sud lunare è un luogo in cui gli scienziati potrebbero essere in grado di eseguire osservazioni astronomiche uniche in onde radio inferiori a 30 MHz. I microsatelliti cinesi Longjiang trasportati da Chang'e 4 sono stati lanciati nel maggio 2018 per orbitare attorno alla Luna e Longjiang-2 ha operato su questa frequenza fino al 31 luglio 2019. Prima di Longjiang-2, nessun osservatorio spaziale era stato in grado di osservare le onde radio astronomiche in questa frequenza a causa delle onde di interferenza provenienti dalle apparecchiature sulla Terra. Il polo sud lunare ha montagne e bacini, come il lato sud del monte Malapert, che non sono rivolti verso la Terra e sarebbero un luogo ideale per ricevere tali segnali radio astronomici da un osservatorio radio terrestre.
| Composto              | Formula | Composizione | Composizione |
| Composto              | Formula | Maria        | Altopiani    |
| --------------------- | ------- | ------------ | ------------ |
| silice                | SiO2    | 45,4%        | 45,5%        |
| allumina              | Al2O3 _ | 14,9%        | 24,0%        |
| lime                  | CaO     | 11,8%        | 15,9%        |
| ossido di ferro (II). | FeO     | 14,1%        | 5,9%         |
| magnesia              | MgO     | 9,2%         | 7,5%         |
| diossido di titanio   | TiO2    | 3,9%         | 0,6%         |
| ossido di sodio       | Na2O    | 0,6%         | 0,6%         |
| Totale                | Totale  | 99,9%        | 100,0%       |

L’energia solare, l’ossigeno e i metalli sono risorse abbondanti nella regione del polo sud. Localizzando un impianto di elaborazione delle risorse lunari vicino al polo, l’energia elettrica generata dal sole consentirà un funzionamento quasi costante. Gli elementi noti per essere presenti sulla superficie lunare includono, tra gli altri, idrogeno (H), ossigeno (O), silicio (Si), ferro (Fe), magnesio (Mg), calcio (Ca), alluminio (Al ), manganese (Mn) e titanio (Ti). Tra i più abbondanti vi sono l'ossigeno, il ferro e il silicio. Il contenuto di ossigeno è stimato essere il 45% (in massa).

### Futuro
Blue Origin sta pianificando una missione nella regione del polo sud intorno al 2024. Il lander Blue Origin Blue Moon deriva dalla tecnologia di atterraggio verticale utilizzata nel razzo suborbitale New Shepard di Blue Origin. Ciò porterebbe ad una serie di missioni di atterraggio per una base con equipaggio in un cratere della regione polare meridionale utilizzando Blue Moon.
Il programma Artemis della NASA ha proposto di far atterrare diversi lander e rover robotici istituendo il programma Commercial Lunar Payload Services (CLPS) in preparazione all'atterraggio con equipaggio dell'Artemis 3 nella metà del 2027 nella regione del polo sud.